# Osteocephalus mutabor
A Osteocephalus mutabor a kétéltűek (Amphibia) osztályának békák (Anura) rendjébe és a levelibéka-félék (Hylidae) családjába tartozó faj.

## Előfordulása
A faj Ecuadorban és Peruban él. Természetes élőhelye a szubtrópusi vagy trópusi nedves síkvidéki erdők, folyók, időszaki édesvizű mocsarak. A fajt élőhelyének elvesztése fenyegeti.